# Истратово (Зубцовский район)
Истра́тово — деревня в Зубцовском районе Тверской области. Входит в состав Вазузского сельского поселения.
Расположена в 24 километрах к югу от районного центра Зубцов, на реке Березуйке.
Население по переписи 2002 года — 4 человека, все женщины.
Во второй половине XIX — начале XX века деревня относилась к Игнатовской волости Зубцовского уезда Тверской губернии. В 1888 году 14 дворов, 83 жителя.